# عدنان حسين عياش
عدنان حسين عياش (18 كانون الأول 1952-) مؤرخ فلسطيني، ولد في قرية رافات (سلفيت) وتلقى تعليمه الثانوي في بلدة بديا. يعمل حالياً مشرفاً أكاديمياً في جامعة القدس المفتوحة فرع محافظةسلفيت وهو عضو اختيار بعض الموظفين وعضو مجلس الضبط في المنطقة. 

## حياته
حصل عياش في عام 1976 على درجة الليسانس في الآداب - التاريخ من جامعة بيروت العربية في لبنان، وحصل في عام 1988 على دبلوم عام الدراسات العليا من جامعة القديس يوسف في لبنان، ثم درجة الماجستير في التاريخ من الجامعة نفسها، وفي عام 2001 نال درجة الدكتوراة في التاريخ من جامعة النيلين في السودان. عمل كمدرس في ليبيا والإمارات وعمل محاضر في الكلية العصرية في رام الله.
كان عضواً في لجنة العمل الجماهيري في سلفيت، وبين عامي 1999-2005 شغل منصب رئيس مجلس قروي رافات.

## أعماله
للمؤرخ العديد من المؤلفات والأبحاث في التاريخ الشفوي والاستيطان والقدس، ومنها:
- جذور الاباضية في بلاد المغرب - المجلة العربية للعلوم الانسانية /جامعة اليرموك.
- جدار الفصل العنصري جرافة التطهير العرقي في القدس /جامعة النجاح الوطنية.
- الاستيطان الصهيوني وانعكاساته على حقوق الانسان الفلسطيني /جامعة ناصر الاممية في ليبيا.
- نكبة فلسطين - مجلة العلوم الانسانية /جامعة العلوم والتكنولوجيا في صنعاء.
- فارس العزوني (قائد فصيل الموت) الجامعة الإسلامية في غزة.
- الحلاج زنديقا أم متصوفا - جامعة تونس الحرة تحت التحكيم.
- النشاط الاستيطاني وانعكاساته الديمغرافية على الفلسطينيين - مجلة معهد البحوث والدراسات العربية /القاهرة - تحت التحكيم.
- جدار الفصل العنصري وتأثيراته السلبية على أراضي محافظة سلفيت /مجلة الجامعة الاسلامية /غزة - تحت التحكيم.
- هجرة الشباب و الأدمغة الفلسطينية إلى الخارج.
- تاريخ أهل عمان حتى أواخر القرن الثامن عشر الميلادي.
- جدار الفصل العنصري وانعكاساته على سكان الضفة الغربية المحاذية أراضيهم للجدار العازل.
- اللاجئون الفلسطينيون والادعاءات الصهيونية ضدهم.